# ビーニー・フェルドスタイン
ビーニー・フェルドスタイン（Beanie Feldstein, 1993年6月24日 - ）は、アメリカ合衆国カリフォルニア州出身の女優。

## 生い立ち
1993年6月24日、衣裳デザイナー兼スタイリストのシャロン・リンとロックバンドのガンズ・アンド・ローゼスなどを担当していたコンサートツアー専門税理士のリチャード・フェルドスタインの娘として、カリフォルニア州ロサンゼルスに生まれる。ユダヤ系アメリカ人であり、3人兄妹の末っ子。次兄は俳優・映画監督のジョナ・ヒル。長兄のジョーダン・フェルドスタインはバンド・マルーン5のマネージャーを担当していたが、2017年に血栓のため40歳で逝去した。
フェルドスタインが乳幼児の頃、ベビーシッターに「ビーニー」という愛称を名づけられたことから、兄たちもそう呼ぶように。ロサンゼルスのハーバード・ウェストレイク・スクールとニューヨークの演劇キャンプ・ステージドア・マナーに通っていた。2015年、ウェズリアン大学で社会学の学位を取得して卒業。
俳優のベン・プラットとは高校時代からの親友である。

## キャリア
2002年、コメディドラマ『My Wife and Kids』（ABC）に出演し、女優デビュー。2012年にはディズニー・チャンネルのミュージカルドラマ『Madison High』でマーティ役を演じた。2015年にNetflixのコメディドラマ『オレンジ・イズ・ニュー・ブラック』のシーズン3にゲスト出演。また、同年にコメディ映画『ファン・ガール』でアンナ役を演じた。
2016年公開のコメディ映画『ネイバーズ2』ではセス・ローゲンやザック・エフロンらと共演。重要な役どころを演じ、注目を集める。
歴史劇ドラマ『The Devil You Know』（HBO）ではリディア・ハリス役にキャスティングされ、シットコム『ふたりは友達? ウィル&グレイス』（NBC）にもゲスト出演。
2017年4月20日から開幕したミュージカル『ハロー・ドリー!』でミニー・フェイを演じ、ブロードウェイデビューを果たした。
2017年6月にロサンゼルス映画祭でプレミア上映されたウィットニー・カミングスの監督デビュー作『The Female Brain』に出演した。また、同年公開されたグレタ・ガーウィグの単独監督デビュー作『レディ・バード』では、シアーシャ・ローナン、ローリー・メトカーフらと共演。同作はアカデミー賞作品賞にノミネートされ、主人公の親友ジュリー役を好演したフェルドスタイン自身も全米映画俳優組合賞をはじめ多数のアンサンブル賞にノミネートされた。
2019年、同名映画のドラマ化であるホラーコメディシリーズ『シェアハウス・ウィズ・ヴァンパイア』（FX）のシーズン1にジェナ役で登場し、批評家から好意的な評価を得た。
また、2019年にはオリヴィア・ワイルドの監督デビュー作である青春コメディ映画『ブックスマート 卒業前夜のパーティーデビュー』で主演を務め、ゴールデングローブ賞の主演女優賞（ミュージカル・コメディ部門）にノミネートされるなど高い評価を得た。その後、ケイトリン・モランによる2014年の同名小説を映画化した『ビルド・ア・ガール』で主人公のジョアンナ・モリガンを演じ、批評家から肯定的な評価を獲得。
2020年には、医療ドラマ『グレイズ・アナトミー 恋の解剖学』（ABC）に新人研修医のテス・アンダーソン役でゲスト出演。フェルドスタインは同作に出演することが幼少期からの夢だったと語っている。また、同年にアニメ『ザ・シンプソンズ』（FOX）にも声優として出演。
2019年8月6日、実在の事件を描くドラマ『アメリカン・クライム・ストーリー』（FX）のシーズン3にモニカ・ルインスキー役で出演することが発表され、同作ではプロデューサーも兼務した。また、同年8月29日には、同名ミュージカルをリチャード・リンクレイター監督が20年をかけて映画化予定の『メリリー・ウィー・ロール・アロング』に主演することが決定。
2021年8月11日、翌2022年にブロードウェイで上演予定のミュージカル『ファニー・ガール』に、主人公のファニー・ブライス役で出演することが発表された。2021年にトロント国際映画祭で封切られた、トニー賞最優秀演劇作品賞を受賞したステファン・カラムの同名ストレートプレイの映画化『ザ・ヒューマンズ』にブリジット役で出演した。

## 私生活
クィアであることを公表しており、2018年からイギリス人プロデューサーのボニー・チャンス・ロバーツと交際している。2022年6月、ロバーツとの婚約を発表した。

## 出演作品

### 映画
| 公開年 | 邦題 原題                                                | 役名                                 | 備考                                                                    |
| ------ | -------------------------------------------------------- | ------------------------------------ | ----------------------------------------------------------------------- |
| 2016   | ネイバーズ2 Neighbors 2: Sorority Rising                 | ノラ                                 |                                                                         |
| 2017   | The Female Brain                                         | アビー                               |                                                                         |
| 2017   | レディ・バード Lady Bird                                 | ジュリアン・"ジュリー"・ステファンズ |                                                                         |
| 2019   | ブックスマート 卒業前夜のパーティーデビュー Booksmart    | モリー・デヴィッドソン               | ゴールデングローブ賞 主演女優賞（ミュージカル・コメディ部門）ノミネート |
| 2019   | ビルド・ア・ガール How to Build a Girl                   | ジョアンナ・モリガン                 |                                                                         |
| 2021   | ザ・ヒューマンズ The Humans                              | ブリジッド                           |                                                                         |
| 2024   | ドライブアウェイ・ドールズ Drive-Away Dolls              | スーキー                             |                                                                         |
| TBA    | メリリー・ウィー・ロール・アロング Merrily We Roll Along | メアリー・フリン                     |                                                                         |

### テレビ
| 放送年 | 邦題 原題                                                                   | 役名                         | 備考                                                   |
| ------ | --------------------------------------------------------------------------- | ---------------------------- | ------------------------------------------------------ |
| 2002   | My Wife and Kids                                                            | ビーニー                     | 第3シーズン第7話「Crouching Mother, Hidden Father」    |
| 2012   | Madison High                                                                | マーティ                     |                                                        |
| 2015   | ファン・ガール Fan Girl                                                     | アンナ                       | テレビ映画                                             |
| 2015   | The Devil You Know                                                          | リディア・ハリス             | パイロット版                                           |
| 2017   | ふたりは友達? ウィル&グレイス Will & Grace                                  | ステラ                       | 第9シーズン第2話「Who's Your Daddy」 クレジットなし    |
| 2019   | シェアハウス・ウィズ・ヴァンパイア What We Do in the Shadows                | ジェナ                       | 計4話に出演                                            |
| 2020   | ザ・シンプソンズ The Simpsons                                               | サポートグループのセラピスト | アニメ / 声の出演 第31シーズン第13話「フリンクコイン」 |
| 2020   | グレイズ・アナトミー 恋の解剖学 Grey's Anatomy                              | テス・アンダーソン           | 第16シーズン第15話「儚き銀世界」                       |
| 2020   | Saturday Night Seder                                                        | 本人                         | テレビスペシャル                                       |
| 2020   | Take Me to the World: A Sondheim 90th Celebration                           | 本人 / パフォーマー          | テレビスペシャル                                       |
| 2020   | Home Movie: The Princess Bride                                              | プリンセス・バターカップ     | 第1シーズン第8話「Ultimate Suffering」                 |
| 2020   | Make It Work!                                                               | 本人                         | テレビスペシャル                                       |
| 2021   | アメリカン・クライム・ストーリー/弾劾裁判 Impeachment: American Crime Story | モニカ・ルインスキー         | 第3シーズン メインキャスト兼プロデューサー             |

### ネット配信
| 年   | 邦題 原題                                                | 役名                      | 備考                                         |
| ---- | -------------------------------------------------------- | ------------------------- | -------------------------------------------- |
| 2015 | オレンジ・イズ・ニュー・ブラック Orange Is the New Black | 2004 プリティガール       | Netflixドラマ 第3シーズン第9話「カルト教祖」 |
| 2021 | ハリエットはスパイ Harriet the Spy                       | ハリエット・M・ウェルシュ | Apple TV+アニメ / 声の出演 メインキャスト    |

### ミュージック・ビデオ
| 公開年 | タイトル       | アーティスト名              | 備考 |
| ------ | -------------- | --------------------------- | ---- |
| 2018   | Girls Like You | マルーン5 feat. カーディ・B |      |

### 舞台
| 上演年      | タイトル          | 役名               | 会場                       | 備考                                                                 |
| ----------- | ----------------- | ------------------ | -------------------------- | -------------------------------------------------------------------- |
| 2017 - 2018 | ハロー・ドーリー! | ミニー・フェイ     | シューベルト劇場           | ブロードウェイ・ミュージカル 上演期間：2017年4月20日 - 2018年1月14日 |
| 2022        | ファニー・ガール  | ファニー・ブライス | オーガスト・ウィルソン劇場 | ブロードウェイ・ミュージカル 上演期間：2022年3月26日 - 9月25日       |

## 受賞歴
| 年   | 賞                                 | 部門                                                 | 作品                                                | 結果       | 出典   |
| ---- | ---------------------------------- | ---------------------------------------------------- | --------------------------------------------------- | ---------- | ------ |
| 2018 | 全米映画俳優組合賞                 | キャスト賞                                           | 映画『レディ・バード』                              | ノミネート | [ 40 ] |
| 2018 | アワードサーキットコミュニティー賞 | キャスト・アンサンブル賞                             | 映画『レディ・バード』                              | 受賞       | [ 41 ] |
| 2018 | オンライン映画テレビ協会賞         | アンサンブル賞                                       | 映画『レディ・バード』                              | 受賞       | [ 42 ] |
| 2018 | ゴールドダービー賞                 | アンサンブル・キャスト賞                             | 映画『レディ・バード』                              | ノミネート | [ 43 ] |
| 2019 | オンライン映画テレビ協会賞         | コメディシリーズ・ゲスト女優賞                       | テレビドラマ『シェアハウス・ウィズ・ヴァンパイア』  | ノミネート | [ 44 ] |
| 2019 | インディワイヤー賞                 | 主演女優賞                                           | 映画『ブックスマート 卒業前夜のパーティーデビュー』 | ノミネート | [ 45 ] |
| 2019 | シネマコン賞                       | 明日の女性スター賞（ケイトリン・デヴァーと共同受賞） | 映画『ブックスマート 卒業前夜のパーティーデビュー』 | 受賞       | [ 46 ] |
| 2019 | ハリウッド批評家協会賞             | 主演女優賞                                           | 映画『ブックスマート 卒業前夜のパーティーデビュー』 | 次点       | [ 47 ] |
| 2020 | ゴールデンシュモーズ賞             | ブレイクスルー演技賞                                 | 映画『ブックスマート 卒業前夜のパーティーデビュー』 | ノミネート | [ 48 ] |
| 2020 | クワイアティ賞                     | 映画演技賞                                           | 映画『ブックスマート 卒業前夜のパーティーデビュー』 | ノミネート | [ 49 ] |
| 2020 | オンライン映画テレビ協会賞         | 女性ブレイクスルー演技賞                             | 映画『ブックスマート 卒業前夜のパーティーデビュー』 | ノミネート | [ 50 ] |
| 2020 | ドリアン賞                         | ライジング・スター賞                                 | 映画『ブックスマート 卒業前夜のパーティーデビュー』 | ノミネート | [ 51 ] |
| 2020 | サンタバーバラ国際映画祭           | ヴィルトゥオーソ賞                                   | 映画『ブックスマート 卒業前夜のパーティーデビュー』 | 受賞       | [ 52 ] |
| 2020 | ゴールデングローブ賞               | 主演女優賞（ミュージカル・コメディ部門）             | 映画『ブックスマート 卒業前夜のパーティーデビュー』 | ノミネート | [ 53 ] |
| 2022 | ドラマリーグ賞                     | 演技賞                                               | ミュージカル『ファニー・ガール』                    | ノミネート |        |
| 2022 | Broadway.com オーディエンス賞      | 主演女優賞（ミュージカル部門）                       | ミュージカル『ファニー・ガール』                    | ノミネート |        |
| 2022 | Broadway.com オーディエンス賞      | ファニー演技賞                                       | ミュージカル『ファニー・ガール』                    | ノミネート |        |
| 2022 | Broadway.com オーディエンス賞      | ディーヴァ演技賞                                     | ミュージカル『ファニー・ガール』                    | ノミネート |        |
| 2022 | Broadway.com オーディエンス賞      | ブレイクスルー演技賞                                 | ミュージカル『ファニー・ガール』                    | 受賞       |        |